# Flashlight
„Flashlight” (srp. Baterijska lampa) je pesma poljske pevačice Kašje Moš.
12. februara 2017. objavljen je zvaničan video za pesmu na mreži Jutjub. 18. februara 2017. je pobedila na poljskom nacionalnom izboru za Pesmu Evrovizije 2017. Predstavljaće Poljsku na izboru za Pesmu Evrovizije 2017 u Kijevu (Ukrajina)..

## Spoljašnje veze
- Snimak sa nacionalnog finala na Jutjubu
- Zvaničan video-zapis na Jutjubu